# Antrocephalus jayensis
Antrocephalus jayensis är en stekelart som beskrevs av T.C. Narendran och Sudheer 2005. Antrocephalus jayensis ingår i släktet Antrocephalus och familjen bredlårsteklar. Inga underarter finns listade i Catalogue of Life.